# Мухитдинов, Нажмитдин Баукеевич
Нажмитди́н Бауке́евич Мухитди́нов (9 мая 1940 год, Тюлькубасский район Южно-Казахстанской области — 27 июля 2005 год, Алма-Ата) — советский и казахстанский учёный-юрист. Академик Академии социальных наук Казахстана, лауреат премии имени Ч. Валиханова НАН РК первой степени.
В 1972 году Мухитдинов стал первым и самым молодым в СССР доктором юридических наук в сфере недропользования. Учёный также является основателем теории горного права. В своих многочисленных научных трудах, в числе которых 30 монографий, им была определена сущность горного права и сформулированы основные принципы советского горного права. Данные труды легли в основу законодательных актов Республики Казахстан и некоторых других стран СНГ.

## Биография
Родился в селе Абай Тюлькубасского района Южно-Казахстанской области. С 1946 по 1956 годы учился в средней школе. В 1954 году был принят в ряды ВЛКСМ. В 1957 году поступил на юридический факультет КазГУ им. Кирова, который окончил в 1962 году с отличием.
Будучи студентом, в 1961 году, Мухитдинов опубликовал исследование о правовой природе межхозяйственных связей. За доклад по данной теме будущий учёный занял первое место на IV конференции студентов Средней Азии и Казахстана, проходившей в Ашхабаде, и был награждён Почётной Грамотой ЦК ЛКСМ Туркменистана.
В 1962 году Мухитдинов выступил на Ленинградской студенческой конференции с докладом о правовой природе собственности межхозяйственных предприятий, за который был награждён Почётной Грамотой Ленинградского обкома ВЛКСМ.
После окончания КазГУ будущий учёный поступает в аспирантуру Института Государства и права АН СССР, которую заканчивает в 1965 году. В том же году он успешно защищает диссертацию на соискание учёной степени кандидата юридических наук.
С 1965 по 1983 годы Мухитдинов работал в Институте философии и права АН КазССР младшим, а затем старшим научным сотрудником. В 1969 году вступил в ряды КПСС. В 1970 году он был награждён медалью «За доблестный труд в ознаменование 100-летия со дня рождения Владимира Ильича Ленина». С 1970 по 1975 годы избирался депутатом Фрунзенского районного Совета депутатов трудящихся Фрунзенского района города Алма-Аты. В 1975 году был награждён знаком «Ударник девятой пятилетки». С 1971 по 1976 годы являлся членом Фрунзенского райкома КП Казахстана.
В 1972 году Мухитдинов защищает диссертацию на соискание учёной степени доктора юридических наук и тем самым становится первым и самым молодым в СССР доктором юридических наук в сфере недропользования.
В 1983 году Нажмитдин Мухитдинов пришёл в КазГУ на должность заведующего кафедрой советского права. Позже он стал заведовать кафедрой инвестиционного и финансового права. По инициативе Мухитдинова в учебный план юридического факультета ВУЗа впервые среди стран СНГ были введены такие предметы, как «Инвестиционное право», «Горное право» и «Правовые основы инвестиций в сфере недропользования».
В 1986 году учёный стал лауреатом премии имени Ч. Валиханова АН КазССР первой степени.
С 1989 по 1994 годы являлся консультантом Верховного Совета Казахской ССР, а затем Республики Казахстан. В 1996 году был членом Международной комиссии ООН по экологии. В 1997 году был избран академиком Академии социальных наук Республики Казахстан. В 2001 году был награждён нагрудным знаком «Почётный работник образования Республики Казахстан». В 2005 году — почётной медалью «Қазақстан Конституциясына 10 жыл».
Скончался Н. Мухитдинов в 2005 году в Алма-Ате.

## Вклад в науку
Н. Мухитдинов стал одним из первопроходцев в сфере горного права. Его научные труды в этой области легли в основу развития данной сферы юриспруденции. Благодаря этому Мухитдинов считается основателем теории горного права.
Учёный	активно участвовал в правотворческой работе. Труды Н. Мухитдинова оказали существенное влияние на развитие научных исследований и разработок в области правового регулирования горных отношений и предпринимательской деятельности в нефтегазовом секторе Казахстана и России.
С его непосредственным участием были разработаны такие законодательные акты Республики Казахстан, как Закон «Об охране окружающей среды», Закон «Об охране и использовании животного мира», а также многие другие акты, регулирующие отношения по разработке месторождений полезных ископаемых.
Под руководством Мухитдинова защитили кандидатские и докторские диссертации более 30 человек.
Н. Мухитдинов являлся членом рабочей группы по разработке проекта первой Конституции Республики Казахстан.
Н. Мухитдиновым опубликовано более 160 научных работ, в том числе более тридцати монографий, а также учебников и учебных пособий.

## Память

Табличка у аудитории имени Н. Мухитдинова в КазНУ имени Аль-Фараби

Именем Н. Мухитдинова названа аудитория № 303 Юридического факультета КазНУ имени Аль-Фараби.
В 2008 году на юридическом факультете Восточно-Казахстанского государственного университета имени С. Аманжолова открыт кабинет имени профессора Мухитдинова Н. Б.(каб.201).